# ديك سميث (لاعب كرة قاعدة)
ديك سميث (بالإنجليزية: Dick Smith)‏ هو لاعب كرة قاعدة أمريكي، ولد في 17 مايو 1939 في لبنان في الولايات المتحدة، وتوفي في 19 فبراير 2012 في ميدفورد في الولايات المتحدة.

## وصلات خارجية
- ديك سميث على موقعبيزبول رفرنس.كوم (الدوري الرئيسي) (الإنجليزية)
- ديك سميث على موقعبيزبول رفرنس.كوم (الدوري الثانوي) (الإنجليزية)